# Pflichtexemplar
Ein Pflichtexemplar ist ein Exemplar einer Veröffentlichung, das aufgrund eines Gesetzes oder einer anderen öffentlich-rechtlichen Vorschrift von seinem Verleger (oder seltener vom Hersteller) an bestimmte Bibliotheken des Landes oder der Region, in der es verlegt wurde, abgegeben werden muss. Das Pflichtexemplarrecht entstand während der Frühen Neuzeit in Europa und ist heute international weit verbreitet.
Die Abgabe erfolgt bis auf wenige Ausnahmen unentgeltlich. Zweck des Pflichtexemplarrechts ist heute vorrangig die möglichst vollständige Archivierung aller Veröffentlichungen eines Landes als Zeugnis des kulturellen Schaffens, ihre bibliografische Dokumentation und die Zugänglichmachung für die Allgemeinheit. Die Bibliotheken sind deshalb gesetzlich dazu verpflichtet, Pflichtexemplare auf unbegrenzte Zeit aufzubewahren und eine Nationalbibliographie zu erstellen.

## Allgemeines
Die erste bekannte Pflichtexemplarregelung ist aus Frankreich überliefert, wo Franz I. im Jahr 1537 die Abgabe von Druckwerken an die königliche Hofbibliothek verfügte. Seit dem 17. Jahrhundert verbreiteten sich Pflichtexemplarregelungen auch im Heiligen Römischen Reich Deutscher Nation.
Pflichtexemplarregelungen waren anfangs oft verbunden mit dem sog. Privilegienwesen, bei dem Drucker und Verleger gegen Abgabe ihrer Veröffentlichungen den Landesherren um Schutz vor Raubdrucken ersuchten, sowie mit der Zensur, da auch mithilfe dieser beiden Rechtsinstitute systematisch Druckwerke eingesammelt wurden. Diese Verbindung wurde im Laufe der Zeit durch den Sammlungs- und Archivierungszweck ersetzt. Pflichtexemplarregelungen schufen so die Grundlage der Sammlungen vieler National- und Landesbibliotheken und sind heute in fast allen Kulturstaaten der Welt verbreitet.
Bezog sich die Abgabepflicht anfangs ausschließlich auf Druckwerke, wurden viele Pflichtexemplarregelungen mit dem Aufkommen neuer Medienarten auch auf andere Publikationsformen wie z. B. Tonträger und elektronische Datenträger ausgeweitet. Dies gilt in jüngster Zeit auch verstärkt für Online-Publikationen.

## Deutschland
Gesetzliche Pflichtexemplarregelungen existieren in Deutschland sowohl auf der Landes- als auch auf der Bundesebene. Das Pflichtexemplarrecht auf Bundesebene wird von der Deutschen Nationalbibliothek wahrgenommen, das Pflichtexemplarrecht auf Landesebene in der Regel von den Landesbibliotheken der einzelnen Bundesländer, wobei sich die Länderregelungen zum Teil stark voneinander unterscheiden.

### Geschichte
Als erste deutsche Pflichtexemplarregelung im eigentlichen Sinne gilt eine bayerische Bestimmung aus dem Jahr 1663, die die unentgeltliche Abgabe aller Druckwerke an die Hofbibliothek in München, den Vorgänger der Bayerischen Staatsbibliothek, vorschrieb. Es folgten während des 18. und 19. Jahrhunderts Regelungen in den meisten Fürstentümern und Territorien Deutschlands. Diese landesrechtlichen Vorschriften blieben nach § 30 Abs. 3 des Reichspreßgesetzes auch nach der Reichsgründung 1871 in Kraft. Im Königreich Preußen, Königreich Bayern, Königreich Württemberg, Großherzogtum Hessen und in der Freien und Hansestadt Hamburg waren die in dem jeweiligen Territorium produzierenden Verleger verpflichtet, sog. Belegexemplare an die zuständige Landesbibliothek abzuliefern. Im Königreich Sachsen, Großherzogtum Baden, Großherzogtum Mecklenburg-Schwerin und Großherzogtum Oldenburg gab es diese Regelung nicht. Ein gutes Sechstel der deutschen Verlagsproduktion unterlag keiner Pflichtexemplarregelung.
Zu dieser Zeit existierte auf nationaler Ebene noch kein gesamtstaatliches deutsches Pflichtexemplargesetz. 1912 legte der Börsenverein der Deutschen Buchhändler durch Vereinbarungen mit den deutschen Verlegern zur Abgabe von Druckwerken an die Deutsche Bücherei in Leipzig den Grundstein für eine nationalbibliothekarische Sammlung, zunächst jedoch ohne gesetzliche Ablieferungspflicht. 1935–1945 galt zusätzlich eine ergänzende Anordnung der Reichskulturkammer, der berufsständischen Organisation des NS-Regimes für Kulturschaffende, die die ihr unterstellten Personen, sofern sie Druckwerke verlegten, verpflichtete, von diesen ebenfalls ein Exemplar nach Leipzig abzuliefern.
Nach dem Ende des Zweiten Weltkrieges wurden in der Bundesrepublik Deutschland zunächst in sämtlichen Bundesländern neue Pflichtexemplarregelungen, meist im Rahmen der jeweiligen Landespressegesetze, erlassen. 1969 wurde dann die bis dahin durch den Börsenverein des Deutschen Buchhandels privatrechtlich organisierte Abgabepflicht an die 1947 gegründete Deutsche Bibliothek in Frankfurt mittels des Gesetzes über die Deutsche Bibliothek auf eine gesetzliche Grundlage gestellt und somit erstmals eine bundesrechtliche Pflichtexemplarregelung verankert.
Im Jahr 1981 bot die Pflichtexemplarregelung des Landes Hessen dem Bundesverfassungsgericht Anlass zu einer wegweisenden Entscheidung im Staatshaftungsrecht. Die hessische Regelung hatte damals keinerlei Ausgleich für die Abgabe des Pflichtexemplars vorgesehen; dagegen wandte sich ein Verleger, der ein hochpreisiges Buch in nur geringer Auflage abgegeben hatte. Die Pflichtexemplar-Entscheidung begründete die Figur der sog. ausgleichspflichtigen Inhalts- und Schrankenbestimmung. Seither sehen alle deutschen Pflichtexemplarregelungen auf Bundes- und Landesebene Entschädigungsregelungen für die Pflichtexemplarabgabe vor, die jedoch unterschiedlich ausgestaltet sind.
In der DDR gab es nach verschiedenen provisorischen Vorgängerregelungen von 1960 bis zur Wiedervereinigung ein einheitliches staatliches Pflichtexemplargesetz, die Anordnung über die Ablieferung von Pflichtexemplaren. Es regelte in einem Gesetz die Ablieferung sowohl an zentrale Bibliotheken, wie die Deutsche Bücherei und die Deutsche Staatsbibliothek, als auch die Ablieferung an die jeweiligen Landesbibliotheken.
Das Gesetz über die Deutsche Bibliothek liegt seit 29. Juni 2006 in einer Neufassung als Gesetz über die Deutsche Nationalbibliothek (DNBG) vor und bezieht unkörperliche Medienwerke (sog. Netzpublikationen) ausdrücklich in den Sammelauftrag mit ein.
In einigen gesetzlichen Pflichtexemplarregelungen der Bundesländer wurden bisher ebenfalls Online-Publikationen als ablieferungspflichtiges Sammelgut mit einbezogen, z. B. in Hamburg, Thüringen und Baden-Württemberg.

### Umfasste Medien
Die gesetzliche Abgabepflicht erstreckt sich auf fast alle öffentlich publizierten Printmedien und einige Non-Print-Medien, wie Hörbücher und Veröffentlichungen auf CD-ROM. Die abzuliefernden Medienarten variieren aber teilweise in den einzelnen Gesetzen und Verordnungen, so z. B. im Falle der Filmmedien, die in einigen Ländern gesammelt werden, in anderen nicht.
Nicht zum Sammelauftrag gehören die Akzidenzdrucksachen, z. B. reine Werbedrucksachen und Formulare. Auch im Bereich der Netzpublikationen werden Online-Akzidenzen, z. B. Intranet-Seiten und rein private Homepages, vom Sammelauftrag ausgeschlossen.
Die vollständige Sammlung aller sonstigen Publikationen nach rein formalen Kriterien und ihre Verzeichnung in der Nationalbibliografie, die vor 1912 auch von den großen Bibliotheken wie der Preußischen Staatsbibliothek nicht vollzogen wurde, stellt weitgehend sicher, dass auch Werke überliefert werden, die sich erst im Nachhinein als wertvoll erweisen (das erst mit einiger Verzögerung begonnene Sammeln von „Schundliteratur“ und neuen Medien, wie zum Beispiel Comics und Videos, zeigt, dass dies nicht ohne Widerstände erfolgt).

### Dissertationen
Dissertationen, die aufgrund von Vorschriften (Satzungen) der den Doktorgrad verleihenden Universität an diese abzuliefern sind, werden oft ebenfalls als Pflichtexemplare bezeichnet. Sie werden an verschiedene Universitätsbibliotheken verteilt, um die Dissertation der Wissenschaft zugänglich zu machen. Abgesehen von der Pflichtexemplarregelung der Deutschen Nationalbibliothek sind daher Dissertationen, soweit sie nicht im regulären Verlagsbuchhandel erscheinen, von der gesetzlichen Pflichtablieferung ausgenommen. Durch den Schriftentausch der Universitätsbibliotheken untereinander soll dennoch sichergestellt werden, dass dauerhaft Exemplare der Dissertation aufbewahrt werden und zugänglich bleiben. Somit sind immer wieder kursierende Gerüchte, bestimmte prominente Personen hätten ihre Dissertation „sperren lassen“ oder Anweisung erteilt, alle Exemplare aus den Bibliotheken zu entfernen, nicht zutreffend.

### Ablieferung
Von jeder in Deutschland verlegten Veröffentlichung sind zwei Pflichtexemplare auf Bundesebene an den zuständigen Standort der Deutschen Nationalbibliothek (DNB) abzugeben. Auf Landesebene muss in der Regel ein Exemplar an die jeweils zuständige regionale Landesbibliothek des Bundeslandes, in dem das Werk veröffentlicht wurde, abgeliefert werden (siehe Tabelle unten), bis auf Bayern und Baden-Württemberg, wo die Ablieferungspflicht zwei Exemplare umfasst.
Ablieferungspflichtig ist laut § 15 DNBG, „wer berechtigt ist, das Medienwerk zu verbreiten oder öffentlich zugänglich zu machen“, also der Verlag, bzw. bei sog. „grauer“, d. h. außerhalb des Buchhandels erschienener Literatur, die herausgebende Institution oder der Selbstverleger.
| Bundesland             | Zuständiger DNB-Standort | Landesregelung(en) |
| ---------------------- | ------------------------ | --- |
| Baden-Württemberg      | Frankfurt am Main        | Pflichtexemplargesetz Baden-Württemberg: Abhängig vom Regierungsbezirk der Veröffentlichung sind zwei Exemplare an die Badische Landesbibliothek in Karlsruhe oder die Württembergische Landesbibliothek in Stuttgart abzuliefern. Das Exemplar für die jeweils andere Bibliothek wird dann weitergeleitet. |
| Bayern                 | Frankfurt am Main        | Zwei Exemplare sind gemäß dem Pflichtstückegesetz Bayern an die Bayerische Staatsbibliothek in München abzuliefern. Ein Exemplar verbleibt bei der Bayerischen Staatsbibliothek. Das zweite Exemplar wird an die jeweils zuständige Sammelbibliothek weitergeleitet. |
| Berlin                 | Leipzig                  | Ein Exemplar muss an die Zentral- und Landesbibliothek Berlin abgegeben werden. |
| Brandenburg            | Leipzig                  | Ein Exemplar eines jeden in Brandenburg verlegten Druckwerks ist an die Stadt- und Landesbibliothek Potsdam abzuliefern. |
| Bremen                 | Frankfurt am Main        | Ein Exemplar ist an die Staats- und Universitätsbibliothek Bremen abzuliefern. |
| Hamburg                | Frankfurt am Main        | Ein Exemplar ist an die Staats- und Universitätsbibliothek Hamburg abzuliefern. |
| Hessen                 | Frankfurt am Main        | Die Verordnung über die Pflichtablieferung von Medienwerken (vom 14. September 2017) gilt sinngemäß. Empfänger eines Pflichtexemplars ist, je nach Verlagsort, die Universitäts- und Landesbibliothek Darmstadt (Bezeichnung vor dem 24. Februar 2004: Hessische Landes- und Hochschulbibliothek), die Universitätsbibliothek Johann Christian Senckenberg in Frankfurt am Main (vor 2005: Stadt- und Universitätsbibliothek), die Hochschul- und Landesbibliothek Fulda (vor 2001: Hessische Landesbibliothek Fulda), die Universitätsbibliothek Kassel – Landesbibliothek und Murhardsche Bibliothek der Stadt Kassel, oder die Hochschul- und Landesbibliothek RheinMain in Wiesbaden.                            |
| Mecklenburg-Vorpommern | Leipzig                  | Ein Exemplar ist an die Landesbibliothek Mecklenburg-Vorpommern abzuliefern. |
| Niedersachsen          | Frankfurt am Main        | Gemäß §§ 7 und 12 des Niedersächsischen Pressegesetzes ist ein Exemplar jedes in Niedersachsen erscheinenden Druckwerks an die Gottfried Wilhelm Leibniz Bibliothek – Niedersächsische Landesbibliothek in Hannover abzuliefern. |
| Nordrhein-Westfalen    | Leipzig                  | Gemäß § 2 des Gesetzes über die Ablieferung von Pflichtexemplaren sind folgende Bibliotheken zuständig: für den Regierungsbezirk Köln die Universitäts- und Landesbibliothek Bonn, für den Regierungsbezirk Düsseldorf die Universitäts- und Landesbibliothek Düsseldorf sowie für die Regierungsbezirke Arnsberg, Detmold und Münster die Universitäts- und Landesbibliothek Münster. |
| Rheinland-Pfalz        | Frankfurt am Main        | Gemäß Landesverordnung zur Durchführung des § 3 des Landesbibliotheksgesetzes (vom 24. Mai 2017) ist je nach Erscheinungsort die Pflichtbibliothek für ein Pflichtexemplar die Stadtbibliothek Mainz, das Landesbibliothekszentrum/Pfälzische Landesbibliothek in Speyer, das Landesbibliothekszentrum/Rheinische Landesbibliothek in Koblenz oder die Stadtbibliothek Trier. Mit Inkrafttreten des Landesbibliotheksgesetzes (vom 3. Dezember 2014) sind auch Medienwerke in unkörperlicher Form ablieferungspflichtig: Je nach Erscheinungsort ist das Landesbibliothekszentrum/Pfälzische Landesbibliothek in Speyer oder das Landesbibliothekszentrum/Rheinische Landesbibliothek in Koblenz empfangsberechtigt. |
| Saarland               | Frankfurt am Main        | Gemäß § 14 des Saarländischen Mediengesetzes (SMG) vom 27. Februar 2002 (ABl. Saarland S. 498; Lansky/Kesper Nr. 582) in der Fassung der Änderung vom 1. Dezember 2015 (ABl. Saarland I S. 913) besteht eine Ablieferungspflicht an die Saarländische Universitäts- und Landesbibliothek. |
| Sachsen                | Leipzig                  | Nach § 11 des Sächsischen Gesetzes über die Presse (vom 3. April 1992), rechtsbereinigt mit Stand vom 1. Januar 2014 ist ein Exemplar eines jeden in Sachsen verlegten Druckwerks binnen vier Wochen an die Sächsische Landes- und Universitätsbibliothek Dresden abzuliefern. Dies betrifft seit 2014 sowohl analoge als auch digitale Publikationen (Netzpublikationen, unkörperliche Medienwerke). |
| Sachsen-Anhalt         | Leipzig                  | Nach § 11 des Pressegesetzes für das Land Sachsen-Anhalt (Landespressegesetz) vom 26. April 2010 ist ein Exemplar an die Universitäts- und Landesbibliothek Sachsen-Anhalt in Halle (Saale) abzuliefern. |
| Schleswig-Holstein     | Frankfurt am Main        | Gemäß § 9 Bibliotheksgesetz (BiblG-SH) ist je ein Exemplar der Universitätsbibliothek Kiel, der Schleswig-Holsteinischen Landesbibliothek in Kiel und der Stadtbibliothek in Lübeck anzubieten und auf Verlangen abzuliefern. Näheres regelt die Pflichtexemplarverordnung (PflEVO-SH) Vor Zeitungen/Zeitschriften und anderen Periodika ist die Erst-Ausgabe und nach gewissen Zeiten erneut eine Ausgabe anzubieten. |
| Thüringen              | Leipzig                  | Ein Exemplar eines jeden in Thüringen verlegten Druckwerks ist an die Thüringer Universitäts- und Landesbibliothek in Jena abzuliefern. |

## Österreich
Die Abgabe von Pflichtexemplaren ist in Österreich in den §§ 43, 44, 45 und 50 des 1981 erlassenen und seither novellierten Mediengesetzes geregelt. Weitere Bestimmungen finden sich in der
Pflichtablieferungsverordnung (Österreich).
Darüber hinaus sind Studierende laut § 59 und § 86 des Universitätsgesetzes zur Abgabe von Abschlussarbeiten an die jeweilige Universitätsbibliothek und bei Dissertationen zusätzlich an die Nationalbibliothek verpflichtet. Entsprechendes gilt nach den §§ 49 und 62 des Hochschulgesetzes 2005
auch für pädagogische Hochschulen.
Geschichte
Seit 1808 erhielt die Wiener Hofbibliothek Pflichtexemplare aus allen Teilen der österreichischen Monarchie.
Spätere Grundlage für die Pflicht der Abgabe von Pflichtexemplaren waren das Bundesgesetz vom 7. April 1922 über die Presse („Preßgesetz“) sowie die Verordnung vom 26. September 1922 über die Ablieferung von Freistücken nach dem Bundesgesetze über die Presse.

## Schweiz
In der Schweiz besteht keine Regelung, die Herausgeber zur Ablieferung von Pflichtexemplaren verpflichten würde. Die Schweizerische Nationalbibliothek hat stattdessen Verträge mit den Verlegern abgeschlossen.
Außerdem sammelt die Zentralbibliothek Zürich alle im Kanton Zürich publizierten Bücher, von Zürcher Autoren und über Zürich in zwei Exemplaren: eins für die Ausleihe und eins für die Sammlung. Dabei appelliert sie an das Wohlwollen der Verlage.

## Vereinigtes Königreich
Von jeder Publikation muss ein Pflichtexemplar (legal deposit) an die British Library in London abgegeben werden und – soweit je nach dortigem Schwerpunkt angefordert – auch an fünf andere Bibliotheken: die National Library of Scotland, die National Library of Wales in Aberystwyth, die Bodleian Library in Oxford, die Cambridge University Library und die Bibliothek des Trinity College in Dublin.

## Andere Länder
Das Pflichtexemplarrecht gibt es auch in anderen Ländern in verschiedener Form. Beispielsweise galt das US-amerikanische Copyright bis vor einigen Jahren nur, wenn ein Exemplar des betreffenden Werkes an die Library of Congress gesandt wurde.